# Northern Alberta Jubilee Auditorium
Il Northern Alberta Jubilee Auditorium è una struttura per le arti dello spettacolo, la cultura e la comunità di 4 000 000 piedi cubi (110 000 m³), situata a Edmonton, Alberta.

## Informazioni generali e storia

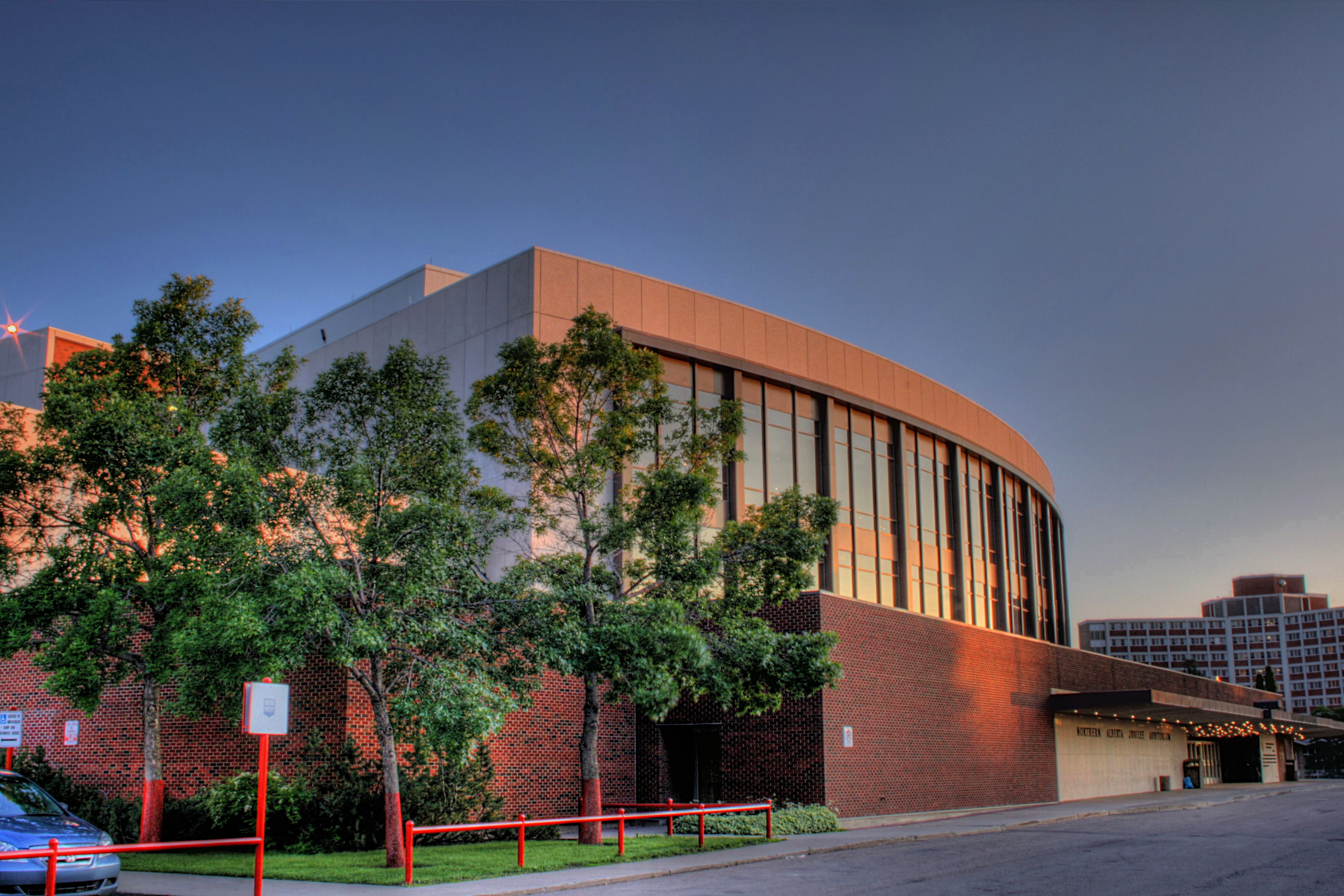
Northern Alberta Jubilee Auditorium

L'auditorium fu costruito nel 1957, su un sito di 13 acri (53 000 m²) adiacente all'Università dell'Alberta per celebrare il 50º anniversario dell'Alberta. È di proprietà e gestito dal governo dell'Alberta. Il Giubileo ospita la Edmonton Opera, i Ballerini Ucraini Shumka e l'Alberta Ballet. Per molti anni ha ospitato spettacoli di Broadway, cabarettisti, produzioni teatrali, band, orchestre, festival di danza e cerimonie di premiazione.
Il teatro principale ospita 2.538 persone su tre livelli, o 2.416 se è in uso il golfo mistico. C'è anche una sala banchetti, una sala riunioni, una sala prove e una suite di lusso disponibili per l'affitto, oltre alla possibilità di organizzare fiere e riunioni nel teatro vero e proprio e nei suoi foyer. Nel 2005, nell'ambito delle celebrazioni per il Centenario dell'Alberta, l'auditorium ha subito ampi lavori di ristrutturazione per un costo totale di 91 milioni di dollari.
La rock band britannica Procol Harum si esibì il 18 novembre 1971, insieme alla Edmonton Symphony Orchestra, lo spettacolo fu registrato e successivamente pubblicato come album dal vivo, intitolato Procol Harum Live with the Edmonton Symphony Orchestra.
Nel gennaio 2010, il critico teatrale Pollstar ha rivelato che il Northern Alberta Jubilee Auditorium era il teatro più trafficato del Canada, vendendo 146.555 biglietti nel 2009, battendo il suo gemello, il Southern Alberta Jubilee Auditorium di Calgary (138.515 biglietti) e la Massey Hall di Toronto (93.742 biglietti).